# Chattanooga, Tennessee
Chattanooga je jedan od četiri velika grada u američkoj državi Tennessee od 167 674 stanovnika. Poznat je kao poprište velike bitke u američkom građanskom ratu.

## Zemljopisne karakteristike
Grad leži na obalama jezera Chickamauga i Nickajack koje formira rijeka Tennessee, koja teče kroz grad.
Chattanooga je sjedište Uprave doline Tennesee (Tennessee Valley Authority - TVA) od 1930-ih. koja je snažno utjecala na razvoj grada.

## Vanjske poveznice
|  | Zajednički poslužitelj ima još gradiva o temi Chattanooga, Tennessee |
|  | Wikizvor ima izvorni tekst Chattanooga, Tennessee                    |
|  | Wikizvor ima izvorna djela autora: Chattanooga, Tennessee            |
|  | Wječnik ima rječničku natuknicu Chattanooga, Tennessee               |
|  | Wikiknjige imaju gradivo o temi Chattanooga, Tennessee               |
|  | Wikicitati imaju zbirke citata o temi Chattanooga, Tennessee         |

- Chattanooga na portalu Encyclopædia Britannica (engl.)